# Het snö
Het snö är en svensk film från 1968 i regi och produktion av Torbjörn Axelman. Axelman skrev även manus tillsammans med Sandro Key-Åberg och i rollerna ses bland andra Ernst-Hugo Järegård, Sven-Bertil Taube och Grynet Molvig.

## Handling
Michelle Mareau noterar hur en man byter ut ett batteri i en racerbil. Hon blir jagad av mannen men undkommer. Bilen visar sig tillhöra en Bobby Flyckt och hon får lift med honom genom Europa.

## Om filmen
Het snö spelades in i Marseille i Frankrike, Tyskland, Stockholm, Saltsjöbaden och Karlskoga med Hans Dittmer som fotograf och Margit Nordqvist som klippare. Musiken komponerades av Gunnar Idering, Anders Forsslund, Kjell Jeppson och Rolf Adolfsson. Filmen premiärvisades den 14 december 1968 på biograf Grand i Stockholm. Den är 106 minuter lång, i färg och tillåten från 15 år.

## Rollista
- Ernst-Hugo Järegård – Lennart Stenhäll, direktör
- Sven-Bertil Taube	– Bobby Flyckt, racerförare
- Grynet Molvig – Michelle Mareau, journalist
- Ulf Brunnberg – Hugin, Stenhälls hantlangare
- Margareta Sjödin – Ulla
- Håkan Serner – Klas Bergström, krögare
- Ingvar Kjellson – kommissarie Nordström
- Ulf Johanson – Lasse, läkare
- Peter Ahlm – Mumin, Stenhälls hantlangare
- Joakim Bonnier – racerförare
- Pedro Rodrigues – racerförare
- Ulf Norinder – racerförare
- Peder Dam	– tullman
- Otto Riman – maffiamedlem
- Fredrik Ohlsson – festdeltagare

## DVD
Filmen gavs ut på DVD 2019.